# Новосибирск-Северный (аэропорт)
Новосибирск-Северный — бывший аэропорт в Заельцовском районе Новосибирска, обслуживавший региональные и местные воздушные линии. Использовался также государственной авиацией (МВД России), а также местными аэроклубами (как спортивный аэродром).
С февраля 2011 года аэропорт закрыт, ныне используется как посадочная площадка для вертолётов. На территории аэродрома находится Новосибирский авиаремонтный завод, имеющий собственный парк воздушных судов (8 вертолётов Ми-8 различных модификаций).
На территории аэродрома проводятся соревнования по автогонкам в дисциплинах дрифт и дрэг.
Также на территории аэропорта есть автодром и контейнерный терминал.
Планируется, что территория аэропорта будет застроена жилыми домами и офисными зданиями.
Классификационное число искусственной ВПП (PCN) 18/F/D/X/T. Аэродром был способен принимать самолёты Ил-114, Ан-72, Ан-24, Як-40 и все более лёгкие, а также вертолёты всех типов. Грунтовые ВПП применялись для вертолётов и аварийных посадок.
Здание аэровокзала является объектом культурного наследия народов России и охраняется государством.

## История
Основан в 1929 году. Исторически Северный был первым аэропортом в Новосибирске и до 1957 года — единственным. Расположен в 5 километрах от центра города. Сюда ходят троллейбусы.
В связи со строительством аэропорта Толмачёво, «Северному» была отведена второстепенная роль. Северный обслуживал региональные и местные воздушные линии.
Стремительное сокращение перевозок региональных и местных авиалиний, произошедшее в 1990-е годы, ударило сильнее именно по Северному, чем по Толмачёво, привело к резкому сокращению числа рейсов и обслуживаемых пассажиров. Кроме того областное контрольно-ревизионное управление выявило ряд заведомо убыточных сделок по продаже имущества предприятия, а также нецелевого использования средств. На маршрутах из Новосибирска в Нижневартовск, Стрежевой и Сургут стало выполнять рейсы Томское авиапредприятие, в ущерб «Новосибирск Авиа».
В августе 2008 года в аэропорту прошёл I Чемпионат мира по высшему пилотажу на самолётах Як-52.
До 2010 года выполнялось несколько пассажирских рейсов в день (в основном самолётами Ан-24) — в Абакан, Кызыл, Нижневартовск, Ханты-Мансийск, Надым, Новый Уренгой, Ноябрьск, Салехард, Уфу. Также выполнялись спортивные полёты малой авиации — прыжки с парашютами и воздушная акробатика.
30 апреля 2010 года ОАО «Новосибирск Авиа» признало себя банкротом, а 2 ноября 2010 года в нём было открыто конкурсное производство. 1 февраля 2011 года аэропорт Новосибирск-Северный прекратил работу по приёму самолётов, после чего была начата процедура распродажи имущества. С этого момента рейсы по городам Сибири осуществляет аэропорт «Толмачёво».
В перспективе, согласно генеральному плану города до 2030 года, на территории аэропорта расположится новый район. Здание аэропорта планируется сохранить как культурный объект.